# Cholon

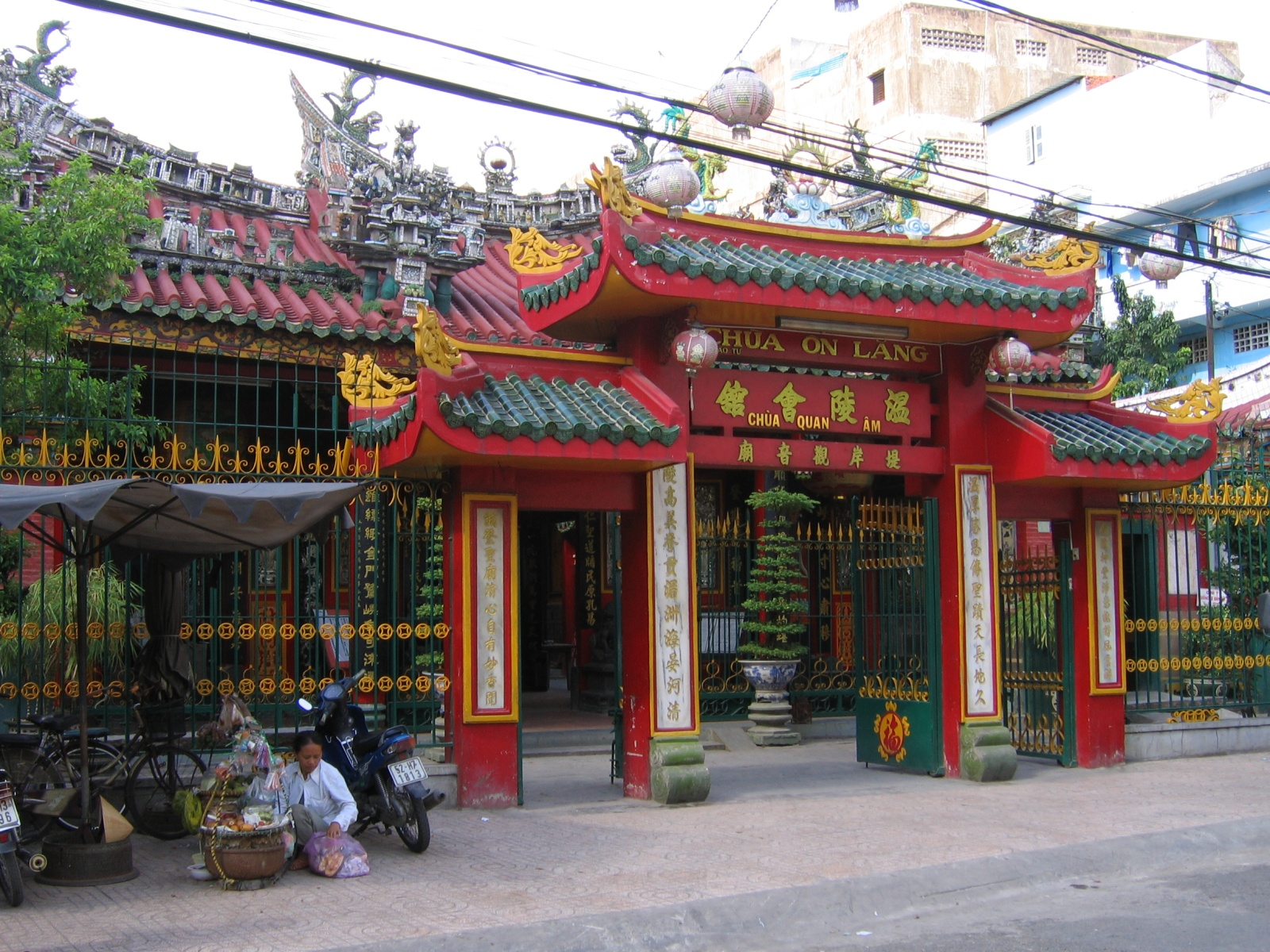
Quan Am-pagoden, ett berömt kinesiskt tempel i Cholon

Chợ Lớn (vietnamesiska för "stor marknad"), på kantonesiska Tai-ngon (堤岸, pinyin: Di'an), "strandkant") är ett kinesiskt (hoa) distrikt beläget väster om Saigonfloden i Ho Chi Minh-staden (f.d. Saigon). Cholon utgör distrikt 5, och delar av 6, 10 och 11 av staden och är Vietnams största chinatown med en historia som sträcker sig tillbaka till 1778 när etniska kineser från Bien Hoa flydde dit undan Tay Sons förföljelser, orsakade av kinesernas stöd av Nguyen-härskarna.
Cholon definierades av fransmännen som stad 1879 och kom 1931, sedan de två städerna börjat växa ihop, att administrativt slås ihop med Saigon till Saigon-Cholon. Namnet hade kortats till Saigon i mitten av 1950-talet och under Vietnamkriget kom Cholon att vara ett center för svartabörshandel. Fortfarande lever huvuddelen av Ho Chi Minh-stadens drygt 400 000 etniska kineser i Cholon.